# Fodboldloven
Fodboldloven (engelsk: Laws of the Game) er de komplette regler til fodbold og er sanktioneret af FIFA og IFAB. Lovsamlingen udkommer hvert år, ajourført med eventuelle ændringer i reglerne, og styres i Danmark af DBU.

## Paragrafferne i Fodboldloven
Fodboldloven indeholder 17 formelle paragraffer
- §1 - Banen
- §2 - Bolden
- §3 - Spillernes antal
- §4 - Spillernes udstyr
- §5 - Dommeren
- §6 - Linjedommer
- §7 - Spilletid
- §8 - Spillets igangsættelse
- §9 - Bolden i og ude af spil
- §10 - Kampens resultat
- §11 - Offside
- §12 - Utilladelig spillemåde
- §13 - Frispark
- §14 - Straffespark
- §15 - Indkast
- §16 - Målspark
- §17 - Hjørnespark

Desuden hentydes ofte til den såkaldte "Paragraf 18": At man skal bruge sin sunde fornuft, når man håndhæver fodboldloven. 
Man skal være varsom med at hænge sig alt for meget i små detaljer og "regel-rytteri".